# Condor (ópera)
Condor (título original en italiano; en español, Cóndor) es una ópera en tres actos con música de Antônio Carlos Gomes y libreto en italiano de Mário Canti. Se estrenó en el Teatro de La Scala el 21 de febrero de 1891.
En las estadísticas de Operabase Archivado el 14 de mayo de 2017 en Wayback Machine. aparece con sólo una representación en el período 2005-2010.